# Драф, Вольфганг
Вольфганг Драф (нем. Wolfgang Draf; 29 ноября 1940, Бонн — 24 октября 2011, Фульда, Германия) — немецкий оториноларинголог. В 1970-е работал оториноларингологом в Вюрцбурге и Майнце. С 1979 по 2005 годы занимал должность директора департамента уха, горла и носа, пластической хирургии лица, головы и шеи в клинике Фульда. С 2005 года — директор департамента уха, горла и носа, пластической хирургии лица, головы и шеи в международном институте неврологии в Ганновере. Приглашенный лектор Королевского медицинского общества в Лондоне. Приглашенный профессор университетов Бирмингема, Ливерпуля, Шотландии, Дублина. 24 октября 2011 — умер в Фульде, после длительной борьбы с раком.

## Доступы к лобной пазухе по Драфу
Школа Вольфганга Драфа разработала различные типы эндоназального вскрытия лобной пазухи (типы I-III) .

### Операция Драф-I
Применяется при неэффективной консервативной терапии некоторых заболеваний лобной пазухи.  Заключается в том, что удаляются передние клетки решентчатого лабиринта и крючковидный отросток. При этом расширяется соустье лобной пазухи с полостью носа, что улучшает её дренирование.

### Операция Драф-II
Применяется у лиц с тяжелыми формами хронических заболеваний лобной пазухи.  При этой операции соустье лобной пазухи с полостью носа увеличивают до максимальных размеров (изнутри до перегородки носа, снаружи до глазничной (бумажной) пластинки, lamina orbitalis (papyracea)).. Различают операцию Драф-IIа (расширение доступа, не затрагивая средней носовой раковины) и Драф-IIb.

### Операция Драф-III
Применяется при наиболее тяжелых заболеваниях лобных пазух. При этой операции помимо передних клеток решетчатого лабиринта и крючковидного отростка дополнительно удаляется нижняя часть межфронтальной перегородки, верхняя часть перегородки носа. Объединенные лобные пазухи открываются внизу широким соустьем в полость носа.

## Публикации
- Вольфганг Драф. Хирургия лобной пазухи: состояние вопроса на 1996 год// Рос. ринология. № 2 - 3. - С. 79 - 80.
- Draf W. Endoscopie der Nasennebenhohlen. Technik-tyrische Befunde. Therapeutische Moglichkeiten. - Berlin - Heidelberg - New York, 1978.
- Draf W. Endoscopy of paranasal sinuses: technique typical findings, therapeutic possibilities / Berlin. Heidelberg. - N.Y.: Springer Verlag., 1983. - 202 p.